# إيثيلبالد (ملك مرسيا)
إيثيلبالد من ميرسيا (و. القرن 7 – 757 م) هو عاهل من مرسيا، توفي في Seckington ‏،.

## مناصب
تولى منصب
- ملك مرسيا ‏ 716–757